# Gare de Cormeilles-en-Parisis
La gare de Cormeilles-en-Parisis est une gare ferroviaire française de la ligne de Paris-Saint-Lazare à Mantes-Station par Conflans-Sainte-Honorine, située dans la commune de Cormeilles-en-Parisis (département du Val-d'Oise).
C'est une gare de la Société nationale des chemins de fer français (SNCF) desservie par les trains de la ligne J du Transilien (réseau Paris-Saint-Lazare). Elle se situe à 16,3 km de la gare de Paris-Saint-Lazare.

## Situation ferroviaire
La gare, établie à l'ouest de la ville, se situe au point kilométrique (PK) 16,299 de la ligne de Paris-Saint-Lazare à Mantes-Station par Conflans-Sainte-Honorine. 
Elle constitue le troisième point d'arrêt de la ligne après la gare du Val d'Argenteuil et précède la gare de La Frette - Montigny.

## La gare
Elle est desservie par les trains du réseau Paris Saint-Lazare (Ligne J du Transilien) du Transilien. Depuis l'ouverture de la liaison de Paris-Saint-Lazare à Ermont - Eaubonne le 27 août 2006, elle ne sert plus de terminus aux trains omnibus depuis Asnières-sur-Seine  sauf aux heures de pointe, contre-pointe et le soir (trains direct de Paris Saint-Lazare à Argenteuil puis omnibus jusqu'à Cormeilles-en-Parisis).

## Fréquentation
De 2015 à 2023, selon les estimations de la SNCF, la fréquentation annuelle de la gare s'élève aux nombres indiqués dans le tableau ci-dessous :
| Année         | 2015      | 2016      | 2017      | 2018      | 2019      | 2020      | 2021      | 2022      | 2023      |
| ------------- | --------- | --------- | --------- | --------- | --------- | --------- | --------- | --------- | --------- |
| Fréquentation | 3 651 596 | 3 843 422 | 3 830 848 | 3 750 496 | 3 683 266 | 1 878 474 | 3 317 416 | 3 618 254 | 3 621 836 |

## Correspondances
La gare est desservie par les lignes 30-05, 30-12, 30-21E, 30-21O, 30-32, 30-34, 30-38, 95-20 30-46 et CitéVal Cormeilles-en-Parisis du réseau de bus Val Parisis, par la ligne 3 du réseau de bus Argenteuil - Boucles de Seine et, la nuit, par les lignes N51 et N155 du Noctilien.

## Accessibilité
Le guichet, rarement ouvert et sans programme d'ouverture communiqué au public (des automates difficiles à utiliser pour certaines personnes, en particulier âgées, sont disponibles dans la salle du guichet et à l'extérieur sur le côté gauche de la gare), est adapté aux personnes handicapées mais, en raison d'un accès au quai central par un seul passage souterrain équipé seulement d'escaliers, la gare est, toujours en septembre 2023, non accessible aux utilisateurs de fauteuils roulants pour le quai central (celui où l'on descend du train lorsque l'on vient de Paris, qui est aussi celui où l'on monte lorsque l'on va vers Conflans), et ce manque d'équipements adéquats complique aussi les déplacements des parents avec poussette ou de cyclistes avec leur vélo ou simplement des voyageurs avec de lourds bagages impossibles à rouler dans les escaliers.

Galerie de photographies
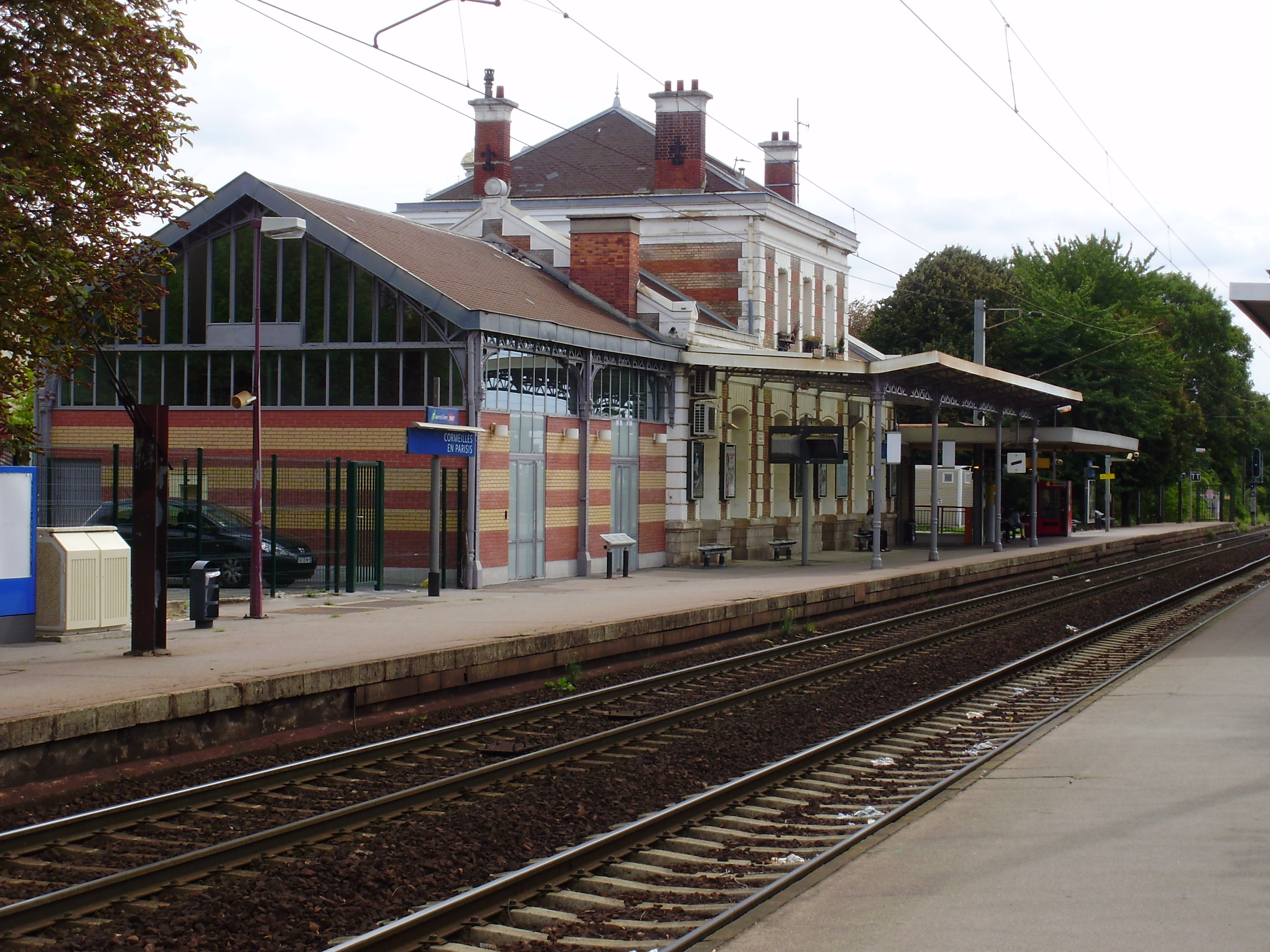
Voies, quais et bâtiment voyageurs depuis l'ancien quai pour Mantes-la-Jolie ou Gisors dont la voie est devenue en impasse.
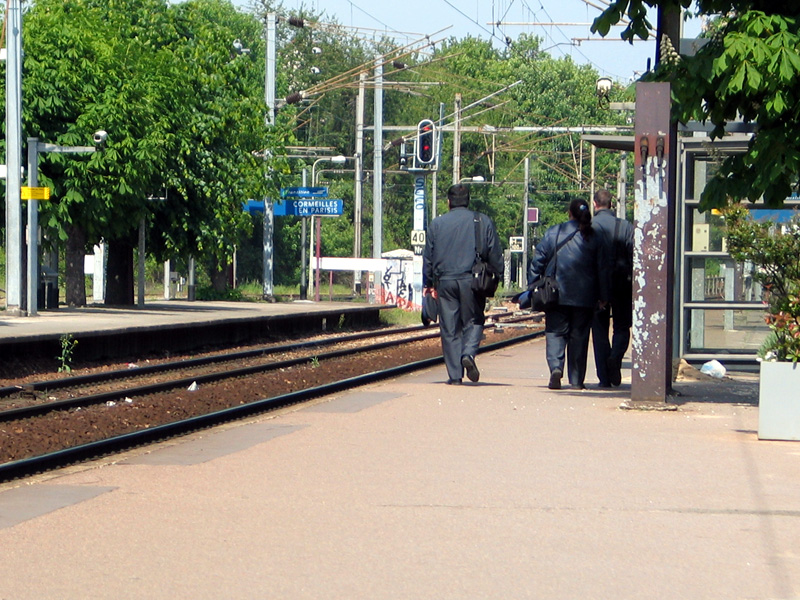
Contrôleurs en gare.
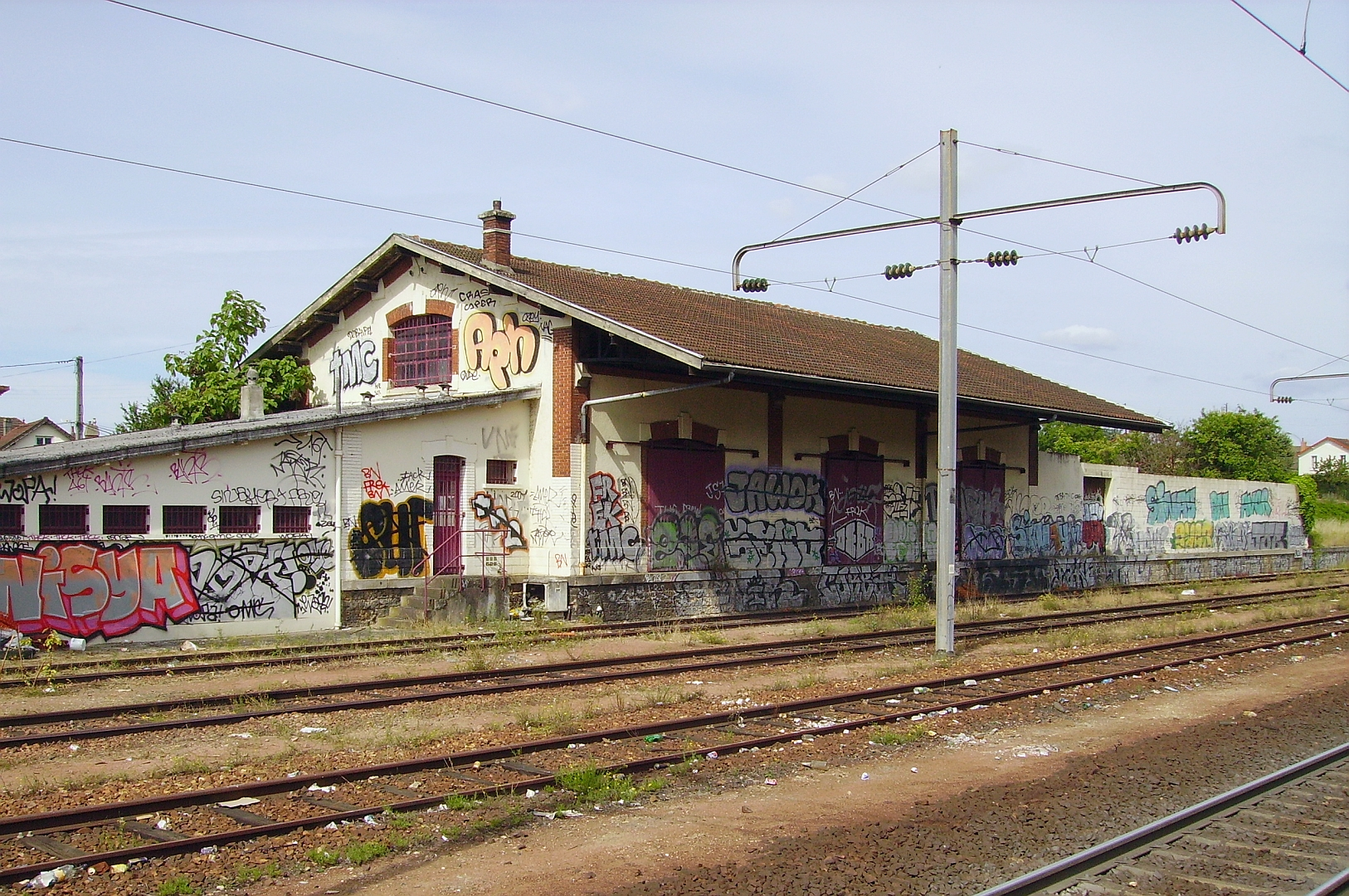
Ancienne halle à marchandises, démolie en juin 2019.